# Catalão

Catalão je glavno mesto države Goiás v jugovzhodni Braziliji.
Mesto obsega 3778 km2, po podatkih iz leta 2007 pa ima več kot 75.000 prebivalcev.